# 威廉·弗里希·迪安
小威廉·弗里希·迪安（英語：William Frishe Dean, Sr，或譯威廉·迪恩，1899年8月1日—1981年8月24日）是美軍少将，他於1947年至1948年期間擔任駐朝鮮美國陸軍司令部軍政廳（USAMGIK）軍政長官。隨後並在1950年代指挥了朝鲜战争初期美军的抵抗，特别是在大田战役中，他指挥34步兵团用少量的单兵火箭筒击毁了十多辆T-34坦克。也亲自用反坦克手雷击毁过一辆。
他之后在撤退途中与手下失散，流浪36天后被朝鲜人民军游击队发现並俘获，因而成为朝鲜战争中被俘获的最高级别美国将领。在被指认后他被关进一个较大的囚室，并因长期吃恶劣的食物而患病，但是比起其他战俘，他受的待遇是相对好的。朝鮮方面曾经以动刑相威胁要他说出军事情报或写谴责美国的声明，全都以失败告终。据他本人说，他曾打算自杀，因为他害怕真的被用刑的话会吐露出仁川登陆的情报。他也几次尝试逃跑而失败。
朝鲜战争结束后获释返回美国。